# Iskappe
En iskappe er en kuppelformet ismasse, der dækker et landområde på mindre end 50 000 km², ofte et højland eller nær polerne. Iskapper, der dækker mere end 50 000 km², kaldes i stedet indlandsis.
Iskapper er ikke begrænset af topografiske strukturer (fx kan bjergtoppe være dækket af is, ligesom overfladen af søer). "Kuplens" midtpunkt befinder sig sædvanligvis omkring det højeste punkt i et massif, mens den samlede tyngde af kappen bevirker, at isen skubbes i en radial bevægelse bort fra dette højdepunkt mod iskappens kanter. 

## Dannelse af en iskappe
En ny gletsjer opstår ofte i en lille lavning på en bjergside, hvor sne fra tidligere vintre har mulighed for at blive liggende. Herved dannes en cirkelgletsjer, der, hvis den aflejrede snemængde overstiger afsmeltningen, vokser til en dalgletsjer. I et område med flere gletsjere kan de vokse sammen og med tiden danne en iskappe. 
Gletsjeris dannes af sammenpresset sne, sneen falder på de højest liggende områder, men pga. tyngdekraftens påvirkning glider den langsomt nedad mod lavere liggende områder. Trykket fra denne bevægelse betyder, at snekrystallerne mister deres yderste forgreninger og omformes til iskorn. Nedsivning af vand, genfrysning og nye snelag øger også trykket og forårsager yderligere sammenpresning og derved øget vægtfylde, efterhånden som luftlommerne forsvinder i isen. Det gamle snelag kaldes firn.
I løbet af vinteren falder der sne på hele gletsjeren. I afsmeltningsområdet ved gletsjerens fod forsvinder al sneen igen om sommeren, mens noget af sneen bliver tilbage i pålejringsområdet. Isen bevæger sig ganske langsomt fremad mod afsmeltningsområdet, og det voldsomme tryk får de nederste lag af isen til at smelte. Derved opstår en akvaplaning-effekt, som kan øge isens hastighed. 
Efterhånden som en iskappe vokser i højden, bliver den både tungere og mere ustabil. Noget af ismassen bliver derfor presset ud mod siderne mod lavere liggende områder som følge af trykudligning. Iskappen kommer på denne måde til at dække et lavlandsområde, hvor der normalt ikke ville kunne dannes iskapper; det skete fx i Danmark under den sidste istid. 

## Klimaændring og afsmeltning
I de senere årtier er der blevet observeret en øget afsmeltning fra iskapper flere steder i verden. Dette er i mange sammenhænge blevet tolket som et tegn på global opvarmning. Et af problemerne med disse observationer har dog været, at resultaterne er præget af stor usikkerhed, og at data er blevet indsamlet og efterbehandlet på grundlag af meget forskelligartede metoder. Samtidig er det svært at tage højde for naturlige udsving, da data er blevet indsamlet over en kort periode. Ved at sammenligne med fortidige forhold viser det sig, at iskappernes udstrækning sjældent har ligget på et stabilt niveau.
Størrelsen af iskappen er et resultat af flere faktorer, hvoraf de vigtigste er temperaturen og nedbørsmængden; selvom temperaturen ikke stiger, kan ismængden stadig reduceres, hvis mængden nedbør reduceres, og omvendt. Fx kan de aktuelle klimaændringer betyde, at der falder mere sne forøges over Grønlands indlandsis, hvilket vil kunne få den til at vokse i højden. Dynamikkerne bag afsmeltningen af iskapperne er dog endnu ikke forstået fuldt ud. 

## Eksempler på iskapper
- Grønlands indlandsis strækker sig over mere end 1,7 mill. km² og betegnes derfor ikke længere som en iskappe, i periferien findes også områder dækket af mindre iskapper, fx:
  - Diskoøen

- Ligesom på Grønland er Antarktis dækket af en indlandsis, øerne i nærheden huser dog også mindre iskapper, fx:
  - Sydshetlandsøerne
  - Sydorkneyøerne
  - Sydgeorgien
  - Sydsandwichøerne

- På Island findes Vatnajökull [7], som er Europas største gletsjerområde. Mindre iskapper på Island er fx Mýrdalsjökull.
- Nordaustlandet i Svalbard er dækket af Europas næststørste iskappe.

- I Nordasien er øerne i havområderne mod nord overvejende dækket af iskapper, fx:
  - Severnaja Semlja
  - Novaya Zemlya
  - Frans Josef land

- Polerne på Mars er dækket af iskapper.